# Calixto García Iñiguez
Calixto García Íñiguez (Holguín (Cuba), 4 d'agost, 1836 - Washington (Estats Units), 11 de desembre, 1898) va ser un general cubà en tres aixecaments cubans, part de la Guerra d'Independència de Cuba: la Guerra dels Deu Anys, la Guerra Chiquita i la Guerra de 1895, de vegades anomenada, la Guerra de la Independència de Cuba, que va desembocar en la guerra hispano-nord-americana, que finalment va resultar en la independència nacional de Cuba.

## Biografia
Fill d'una família adinerada, es va dedicar al principi al comerç i des de molt jove va figurar entre els partidaris de l'emancipació de la seva pàtria. Quan a l'octubre de 1868, Carlos Manuel de Céspedes es va alçar en armes contra Espanya, García Iñiguez va ingressar a les files de la revolució sota les banderes de Donato Mármol. Des de llavors com molt bé va dir el general Frederick Funston, la seva vida va ser una llarga tragèdia de guerres i privacions. García Iñiguez amb Máximo Gómez i Antonio Maceo, forma la trinitat bèl·lica de Cuba. Tot just ingressat a la revolució, va assaltar Juguaní, que no va prendre, però on, per una hàbil operació, va aconseguir saquejar-lo i aconseguir un ric botí. Va atacar Holguín, va assaltar i va agafar el poblat d'Auras, en què el xoc entre espanyols i cubans va ser, amb Palo i las Guásimas, una de les pàgines més sagnants d'aquella guerra. Des de Mejías fins a Camasán les forces manades per García Iñiguez no van deixar un sol dia de mantenir foc contra les columnes espanyoles.
Va atacar i va prendre la ciutat de Manzanillo, amb pèrdua de distingits joves d'Orient i Camagüey. A Santa Maria, jurisdicció de Puerto Padre (Orient), el va atacar el 25 de setembre de 1873 el coronel Gómez Dieguez. La lluita va ser aferrissada per les dues parts. García Iñiguez va ordenar al coronel Mariano Dominguez que ataques amb força l'avantguarda espanyola, i després de terrible càrrega a arma blanca, va caure mortalment ferit el coronel Diéguez i 16 dels seus oficials van quedar presoners. Un altre combat memorable d'aquella guerra fou el d'Ojo de Agua de los Melones sostingut amb la columna de 600 homes que manava el coronel Esponda, militar orgullós i valent. L'octubre de 1874 va tallar la xarxa telefònica i telegràfica entre Barrancas i Veguitas i va pernoctar a Sant Antoni del Bagà.
El tinent espanyol Francisco Ariza va sortir a reparar aquestes vies de comunicació; va seguir el rastre deixat pel pas de les forces cubanes i, per sorpresa, va arribar al petit campament on es trobava García Iñiguez amb els seus ajudants i uns quants soldats esperant la tornada del comandant Jesús Rabí, que havia anat a buscar provisions pels rodalies. Els cubans, a la intimidació de rendir-se, van carregar contra els assaltants; van caure els ajudants del general, José Joaquín Castillo Quesada i altres. Ariza estava a punt d'aprehendre García Iñiguez, quan aquest va apuntar el seu revòlver sota la barbeta, va disparar i va caure exànime. La bala li va sortir pel mig del front i li va deixar una marca indeleble. Va ser conduït sense poder articular paraula a Veguitas i després a Manzanillo, i quan va millorar de salut se li va enviar a Pamplona i després al castell de Santoña a Santander, on el va sorprendre el Conveni de Sanjón de 1878.
No va transigir amb aquest conveni i va sortir d'Espanya per a Nova York amb prou feines se'l va posar en llibertat. A Nova York va organitzar una petita expedició, i acompanyat per uns quants amics molt devots de la seva persona, entre ells Modesto Fonseca, Pio Rosado, Marrero, Santiesteban i altres, va desembarcar al Aserradero, prop de Santiago de Cuba, el 7 de maig de 1880 per comunicar força a la revolució iniciada l'any anterior per Antonio Maceo, Moncada, Belisario Peralta, Emilio Núñez i Francisco Carrillo, Aquesta va ser l'anomenada Guerra Chiquita així anomenada per la brevetat de la seva durada. El país estava cansat, els recursos necessaris no hi acudien i la població rural es mostrava indiferent a la lluita empresa. Els revolucionaris es van anar sotmetent-se al Govern espanyol a poc a poc; García Iñiguez, sol i abandonat, també va haver de seguir aquest exemple.
Aleshores va ser confinat a Madrid, i, poc després d'arribar a aquesta capital, va portar al seu costat la seva família, que residia a Nova York. García Iñiguez va conservar de Madrid els millors records. Era respectat i admirat encara pels seus adversaris. La casa la visitaven els prohoms de la política espanyola, i alhora era el centre de la colònia cubana que simpatitzava amb les idees separatistes. El mateix Ariza, que el va fer presoner el 1874 era contertulià de García Iñiguez, i quan el pronunciament republicà del general Villacampa, va trobar a la llar del general cubà una assegurança i asil contra la seva persecució. A Madrid va viure d'una feina que va obtenir del Banc de Castella gràcies a la influència del seu compatriota Pedro Sotolongo. També donava lliçons de francès i anglès a algunes escoles privades ia l'Ensenyament Lliure, on va tenir ocasió de fer amistat amb Pi i Margall, Giner dels Ríos i Cossio.

## La revolució de 1895
Es trobava a Madrid quan el 24 de febrer de 1895 va esclatar la revolució del Baire. La seva salut estava una mica trencada per una lesió de cor que el molestava des de feia temps. Res no va detenir el patriota cubà en les seves ànsies alliberadores; burlant la vigilancia de la policia, va poder escapar-se amb la seva filla Carlota a París i des d'allà va poder passar a Nova York. Va sortir d'aquesta última ciutat en un vaixell destartalat (el Hawkins), més propi per embarcar guerrillers, segons la seva pròpia expressió, amb una plegança de joves distingits, però poc després de navegar en una mar turbulenta, el vaixell va començar a enfonsar-se i les onades es van emportar part dels expedicionaris, i els que van sobreviure van ser recollits per un vaixell pescador el 27 de gener de 1896. Llestos aquesta vegada per embarcar, van ser detinguts per la policia de Nova York. Per fi va aconseguir desembarcar a les platges de Maravi, a prop de Baracoa, a les vuit del vespre del 24 de març de 1896.
A l'última guerra va tenir una sèrie d'accions que van donar remat a la seva afortunada carrera militar; va triomfar a Yerba de Guinea, Loma de Hierro, Punta Gorda, Guáimaro, Cambute i Guisa; va assaltar i va prendre la plaça forta de Victòria de les Tunas, i quan la guerra hispanoamericana va prestar un suport eficaç als americans en desembarcar als voltants de Santiago, cooperació que el general Shafter, generalíssim de l'exèrcit dels Estats Units, no va saber apreciar prou quan va negar al general García Iñiguez l'honor ben merescut de entrar amb les seves forces a Santiago, davant de la qual procedir injustificable va aixecar el general cubà una protesta energètica i serena, que va salvar el prestigi de les armes cubanes. Enviat a Washington per l'Assemblea de Santa Creu per ultimar els detalls del llicenciament i paga a l'exèrcit cubà, va morir a la capital americana a conseqüència d'una pulmonia.

## García Iñiguez; l'home
Físicament, era un home alt, fort, de gallarda apostura, de llarg bigoti i front espaiós, ulls clars i penetrants, pell que li donava l'aspecte d'un saxó pel rosat; cabellera blanca en els darrers temps, i no gaire poblada; dolç, bondadós en el seu tracte; sever, recte altres vegades com quadrava un militar. Ferm, infrangible en les seves conviccions i ideals. Família, benaurança personal, tranquil·litat d'esperit: res no el va aturar en la seva fervorosa devoció per Cuba. Tot ho va sacrificar i va abandonar per ella. A Holguín, la seva vila natal, se li va aixecar una estàtua.